# Cristin Milioti
Cristin Milioti (Cherry Hill, 16. kolovoza 1985.) je američka glumica i pjevačica, najpoznatija po ulozi Tracy McConnell u sitcomu Kako sam upoznao vašu majku. Poznata je i po njezinom radu u kazališnim predstavama poput That Face, Stunning i Once, koji je osvojio Tony nagradu. Milioti je za mjuzikl dobila Grammy i nominaciju za Tony. Pojavila se i u crnoj komediji Vuk s Wall Streeta kao Teresa Petrillo Belfort, supruga glavnog lika Jordana Belforta, Betsy Solverson u drugoj sezoni TV serije Fargo i kao Sarah Wilder u filmu Palm Springs zajedno s Andyjem Sambergom.

## Rani život
Cristin Milioti rođena je 16. kolovoza 1985. u Cherry Hillu u saveznoj državi New Jersey u SAD-u. Ima talijanske, belgijske, češke, engleske, škotske i irske korijene. Zavoljela je glumu u srednjoj školi dok je bila u Long Lake kampu na Long Lake jezeru u New Yorku. Diplomirala je godine 2003. u školi Cherry Hill High School East, gdje je i započela glumu nastupajući na školskim predstavama. Imala je tečajeve glume na njujorškom sveučilištu, gdje je oduševila nastupom u predstavi "A History of Tears". Kasnije je odustala od tečajeva.

## Karijera
Prve uloge Milioti su bile dio reklama i kampanja, među kojima je reklama za automobil Ford Edge. Pojavljivala se u raznim televizijskim serijama poput 30 Rock i filmovima poput Greetings from the Shore.
Milioti je poznata i po nastupima na pozornici. Godine 2007. pojavila se na Broadwayu kao Alice Ashbrook u predstavi Coram Boy, koja je napravljena prema istoimenom romanu Jamile Gavin. Godine 2010. nastupala je u predstavi That Face. Nastupala je u predstavi Stunning te je osvojila nagradu za najbolju glavnu glumicu. Godine 2012. osvojila je nagradu Tony za rad u mjuziklu Once u kojem je sudjelovala od 2011. do 2013. godine. Godine 2012. njezin glazbeni nastup u mjuziklu Once, zajedno sa solistom Steveom Kazeeom, osvojio je nagradu Grammy za najbolji mjuzikl album. Iste godine pojavila se u nekoliko pjesama Glena Hansarda.
Godine 2013. Milioti je dobila ulogu Tracy McConnell, žene Teda Mosbyja u popularnom američkom sitcomu Kako sam upoznao vašu majku. Prvi put se u seriji pojavila u posljednjoj epizodi osme sezone "Something New". Pojavljivanje u seriji joj je pomoglo da postane slavna u televizijskom svijetu. Posljednja epizoda serije Kako sam upoznao vašu majku emitirana je 31. ožujka 2014. na CBS-u te prikazuje kako je Tracy preminula od bolesti te se Ted pri kraju epizode vratio k Robin kako bi bili ponovno u vezi. Kraj epizode je naljutio mnoge obožavatelje serije te je pokrenut zahtjev da se promijeni kraj. Mnogi su kao razlog dali da su zavoljeli Tracy čim su je vidjeli. Redatelj serije Carter Bays objavio je na svom Twitter računu da će alternativni kraj izaći na DVD-u sezone 9.
Milioti se pojavila u filmu Vuk s Wall Streeta kao Teresa Petrillo Belfort, supruga Jordana Belforta (Leonardo DiCaprio). U veljači 2014. godine dobila je ulogu Zelde u NBC-ovoj seriji Od A do Z koja se emitirala od 2014. do 2015. godine. Godine 2015. pojavila se u drugoj sezoni serije Fargo kao Betsy Solverson, žena Loua Solversona i majka Molly Solverson. Godine 2017. glumila je Nanette Cole u četvrtoj sezoni serije Black Mirror.
Godine 2020. Milioti je glumila je Sarah Wilder u filmu Palm Springs u kojem je glumio i Andy Samberg, ujedno i producent filma.

## Filmografija

### Film
| Godina | Film                                 | Lik                     |
| ------ | ------------------------------------ | ----------------------- |
| 2007.  | Greetings from the Shore             | Didi                    |
| 2009.  | Year of the Carnivore                | Sammy Smalls            |
| 2012.  | Sleepwalk with Me                    | Janet Pandamiglio       |
| 2012.  | I Am Ben                             | novinarka               |
| 2012.  | The Brass Teapot                     | Brandi                  |
| 2013.  | Bert and Arnie's Guide to Friendship | Faye                    |
| 2013.  | Vuk s Wall Streeta                   | Teresa Petrillo Belfort |
| 2014.  | The Occupants                        | Lucy                    |
| 2015.  | It Had to Be You                     | Sonia                   |
| 2017.  | Breakable You                        | Maud Weller             |
| 2020.  | Palm Springs                         | Sarah Wilder            |

### Televizija
| Godina        | Serija                        | Lik                      |
| ------------- | ----------------------------- | ------------------------ |
| 2006.         | 3 lbs                         | Megan Rafferty           |
| 2006. – 2007. | Obitelj Soprano               | Catherine Sacrimoni      |
| 2009.         | The Unusuals                  | Sketch Artist            |
| 2010.         | The Good Wife                 | Onya Eggertson           |
| 2011.         | 30 Rock                       | Abby Flynn/Abby Grossman |
| 2011.         | Nurse Jackie                  | Monica                   |
| 2013. – 2014. | Kako sam upoznao vašu majku   | Tracy McConnell          |
| 2014. – 2015. | A to Z                        | Zelda Vasco              |
| 2015. – 2016. | The Mindy Project             | Whitney                  |
| 2015.         | Obiteljski čovjek             | Becca (glas)             |
| 2015.         | Fargo                         | Betsy Solverson          |
| 2016. – 2018. | The Venture Bros.             | Sirena                   |
| 2017.         | Black Mirror                  | Nanette Cole             |
| 2018.         | No Activity                   | Frankie                  |
| 2019.         | Modern Love                   | Maggie Mitchell          |
| 2020.         | Mythic Quest: Raven's Banquet | Bean                     |
| 2020.         | Death to 2020                 | Kathy Flowers            |
| 2021.         | Made for Love                 | Hazel Green              |

### Predstava
| Godina        | Predstava                   | Lik            |
| ------------- | --------------------------- | -------------- |
| 2006.         | The Lieutenant of Inishmore | Mairead        |
| 2007.         | Coram Boy                   | Alice Ashbrook |
| 2007.         | The Devil's Disciple        | Essie          |
| 2008.         | Crooked                     | Laney          |
| 2008.         | Some Americans Abroad       | Katie Taylor   |
| 2009.         | The Retributionists         | Dinchka Fried  |
| 2009.         | Srce je lovac samotan       | Mick Kelly     |
| 2009.         | Stunning                    | Lily           |
| 2010.         | The Little Foxes            | Alexandra      |
| 2010.         | That Face                   | Mia            |
| 2011. – 2013. | Once                        | Djevojka       |
| 2015. – 2016. | Lazarus                     | Elly           |
| 2017.         | After The Blast             | Anna           |

## Nagrade i nominacije
| Godina | Nagrada                            | Kategorija                  | Rad          | Rezultat   | Izvor  |
| ------ | ---------------------------------- | --------------------------- | ------------ | ---------- | ------ |
| 2010.  | Nagrada Lucille Lortel             | Najbolja glavna glumica     | That Face    | Nominacija | [ 23 ] |
| 2012.  | Tony                               | Najbolja glumica u mjuziklu | Once         | Nominacija | [ 24 ] |
| 2013.  | Grammy                             | Najbolji mjuzikl album      | Once         | Pobjeda    | [ 25 ] |
| 2016.  | Nagrada Critics' Choice Television | Najbolja sporedna glumica   | Fargo        | Nominacija | [ 26 ] |
| 2018.  | Nagrada MTV Movie & TV             | Najstrašniji nastup         | Black Mirror | Nominacija | [ 27 ] |
| 2021.  | Critics' Choice Super Awards       | Najbolja glumica u SF filmu | Palm Springs | Pobjeda    | [ 28 ] |

## Zanimljivosti
- Milioti je naučila svirati bas-gitaru za ulogu u seriji Kako sam upoznao vašu majku.
- Kada je Milioti saznala da će njezin lik Tracy McConnell umrijeti u seriji Kako sam upoznao vašu majku, počela je plakati, no zatim je to prihvatila jer je saznala da su redatelji Carter Bays i Craig Thomas znali kraj još od početka prikazivanja serije.

## Vanjske poveznice
- Cristin Milioti u internetskoj bazi filmova IMDb-u (engl.)